# 木馬亭
木馬亭（もくばてい）は、東京都台東区浅草2丁目7番5号に存在する浪曲の寄席である。毎月1日から7日まで浪曲の定席公演が行われる。

## 概要
関東では無くなって久しかった浪曲の常打ち小屋として、1970年（昭和45年）から約50年、唯一支え続ける存在である。
特に黄金期を知る世代からの交代が進み、若手育成の点で大きな役割を果たし続けている。
打ち出し太鼓の前後、場内に古い音源（2代目虎造等）を流し、期待感を盛り上げる。
開場当初から1日1枚、講談を番組に入れ続け、浪曲の会も度々開催していた講談定席の上野・本牧亭が2011年（平成23年）に無くなった現在、若手中心に貴重な出番を提供する。
経営は浅草六区の黄金期を支えた根岸興行部（当初の席亭は京子の亡夫・２代目根岸浜吉。吉之助は大旦那）。席数は131席。
席亭は根岸京子（根岸吉太郎の母親、2019年12月17日死去）が長年務めた。入口で迎えてくれる京子の笑顔は、木馬亭の名物であった。京子没後は次男の根岸豊が席亭を務める。
寄席文字橘流の流れをくんだ名入り看板を書いているのは春亭右乃香。
明治期にメリーゴーランドを設置し客を集めた「木馬館」からの歴史を踏襲しており、入口右脇にそのモニュメントが飾られている。安来節の常打ち小屋として長らく続いた。空き小屋であった1階部分を、浪曲師東家楽浦や会長だった三門博率いる若手グループの要請により、1970年（昭和45年）5月上席から「木馬浪曲会」としてスタートする。1年後に「木馬亭」の呼び名を使用するようになる。（それ以前の歴史・現在の2階については木馬館大衆劇場の項を参照のこと）。
「アイスもなか」（バニラ・あずきの二種）は中入りに客席後方で販売される。
近年、舞台終わりでのご祝儀を渡す行為が見られ無くなりつつある。
現在、「お笑い浅草21世紀」という浅草軽演劇の流れを汲んだ劇団も毎月8日以降の日曜から翌日曜まで、8日間公演をしているほか、落語や講談の貸席として興行が行われることもある。
公演を聴いていると、時折ドタンバタンと音が聞こえてくるが、2階の「木馬館大衆劇場」で立ち回りの音が漏れてきているのである。
また、浅草奥山という土地柄を生かし、小劇団の旗揚げ公演や、となりの奥山茶屋（→雷5656茶屋→現在はセブンイレブン浅草奥山おまいりまち店）で物売り芸を見せていた坂野比呂志を席主・浜吉が引っ張り出して公演した大道芸の会「坂野比呂志の総て」、よしず張りのヒラキのようにした大道芸の「ほおずき市大道芸フェスティバル」（2005年まで20年連続公演）、活動弁士を招いての「特選名作無声映画会」、大阪から松浦四郎若を共演ゲストに招いての「貝祭文を聞く会」なども開かれた。

### 木馬亭の沿革
- 1970年（昭和45年）5月上席 「木馬浪曲会」を日本浪曲協会と根岸興行部の共催の形でスタート。当初は1 - 15日までの興行[3]。月後半は貸席。
  - 楽屋主任は楽浦の実子でもある東家浦若。1973年より実質的支配人として芝清之。
  - 初日に東家浦清（現・二代目東家浦太郎）も出演。
  - 雑誌「浪曲ファン」の編集部も同所に置かれる（後継の「月刊浪曲」も同様）。
- 1975年（昭和50年）に2階との区別のため「木馬亭」の呼称を使い始める[14]。
  - 3月、東京12チャンネル「涙の浪曲劇場」の初回収録。二葉百合子がメイン、玉川良一司会[15]。
- 1992年
  - 12月　この頃、「平日とはいえ客が私を含め6人」の状況[16]。
- 1-10日までに短縮、さらに1-7日までの興行になるなど、苦しみながら[17]浪曲を寄席の演目として続けている。現在は昼席のみ。
- 1998年
  - 1月12日 芝清之死去[18]。
- 2004年
  - 木馬亭と共に育った玉川福太郎が、弟子の玉川美穂子のプロデュース[19]で連続読み企画「玉川福太郎の徹底天保水滸伝」を月1回ずつ開催。空前の大入りを続け、興行的にも大成功を収める[20]。
- 2014年
  - 6月 出演者を増やすために中トリ制を導入。演題の掲示開始（長田衛の提案）
- 2015年
  - 第36回松尾芸能賞功労賞を木馬亭の功績により席亭の根岸京子が受賞[21]。
- 近年、徐々に入場客が増えている[22]。膝送りをせずに平均7割程度の入り。
- 2019年
  - 12月17日 根岸京子91歳で死去[5]。
- 2020年
  - 7月 根岸京子と2015年に急逝した国本武春を2007年11月から2016年まで記録したドキュメンタリー映画「浅草木馬亭　席亭（おかみ）さんと武春さん」（100分、伊勢哲監督）を、渋谷・ユーロライブで上映[23]。
- 2021年
  - 12月 根岸京子三回忌として劇団お笑い浅草21世紀と浪曲師・歌手の出演による「節劇・喜劇 根岸京子物語」（脚本・演出 稲田和浩）を、12月26日に根岸京子三回忌・国本武春七回忌特別企画「元気を出すぞ浪花節！」を開催。
- 2022年
  - 11月より、木馬亭では初となる定期落語会の自主企画「木馬亭ツキイチ上方落語会」をスタート。世話人は和田尚久[24]。

## 主な出身者
- 太田英夫（現・二代目東家浦太郎）以降の関東の浪曲師は、全て木馬亭で育った。
- 玉川福太郎
- 東家若燕改め4代目港家小柳丸:
- 富士路子改め5代目東家三楽
- 国本武春
- 瑞姫（太田ももこ改め）
- 玉川奈々福:
- 玉川太福:
- 東家孝太郎:
- 港家小ゆき:
- 国本はる乃:
- 東家一太郎:

など。多くはツイッターのアカウントを持っており情報の発信をしている（末尾に:マーク。）

## 主な出演者（木馬館時代も含む）
- 初代篠田実
- 浪花亭綾太郎
- 天津羽衣
- 林伯猿
- 木村松太郎
- 三門博
- 国友忠
- 初代東家浦太郎
- 木村若衛
- 4代目天中軒雲月
- 3代目広沢虎造
- 大木伸夫
- 五月一朗
- 3代目玉川勝太郎
- 木村若友
- 4代目東家三楽
- 2代目篠田実
- 澤孝子
- 大利根勝子
- 5代目天中軒雲月:
- 2代目春野百合子、2代目京山幸枝若:、天龍三郎、広沢瓢右衛門、2代目京山小圓嬢、三原佐知子、松浦四郎若をはじめとした関西の浪曲師、3代目港家小柳丸などの中京協会の浪曲師も東京に来ると出演をした。
- 幸いってん
- 春野恵子:
- 真山隼人:

- 三笠優子
- イエス玉川
- 玉川カルテット

など。

## 主な曲師
- 沢村豊子
- 佐藤貴美江
- 玉川みね子
- 北川純子
- 伊丹秀敏
- 広沢美舟

など現在の日本浪曲協会所属の曲師は全て出演している。
- 武蔵野和歌丸[25]
- 一風亭初月
- 沢村さくら:

など。

## 料金
2023年4月1日現在
- 一般 2,400円
- 25歳以下は半額の1,200円
- 企画公演・貸席公演（独演会、大会等）は別料金。

## 出版物
- 『浪曲定席 木馬亭』 定席木馬亭50周年記念委員会編、木馬亭発行  2021年5月1日